# 土屋光金

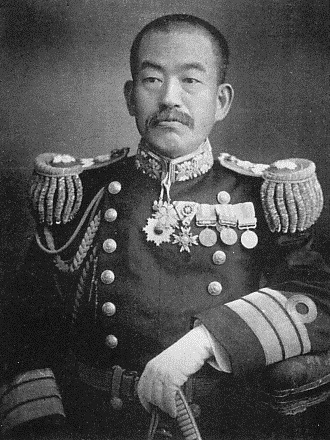
土屋光金

土屋 光金（つちや みつかね、1864年12月1日（元治元年11月3日） -  1925年（大正14年）3月20日）は、日本の海軍軍人、政治家、華族。最終階級は海軍中将。貴族院議員、男爵。

## 経歴
元治元年11月3日愛知県に生まれる。土屋光春陸軍大将の長男。慶應義塾幼稚舎を経て、1886年（明治19年）12月、海軍兵学校（12期）を卒業し、1888年（明治21年）1月に海軍少尉任官。1891年（明治24年）12月、佐世保軍港司令官伝令使となり、「松島」分隊長、呉水雷隊攻撃部艇長を経て、1894年（明治27年）7月、常備艦隊水雷艇隊艇長に就任。日清戦争に出征し、さらに常備艦隊第1水雷艇隊艇長となった。1895年（明治28年）7月、呉水雷隊攻撃部艇長に着任し、水雷術練習所教官兼分隊長に転じ、1897年（明治30年）12月、海軍少佐に昇進した。
1898年（明治31年）3月、「笠置」回航委員に発令されアメリカに出張し、同水雷長、呉鎮守府艦隊参謀、軍令部第2局員、兼陸軍大学校兵学教官を務め、1900年（明治33年）9月、海軍中佐に進級。1903年（明治36年）9月、常備艦隊第3駆逐隊司令に着任し、第1艦隊駆逐隊司令として日露戦争に出征。第3艦隊参謀に転じ、1905年（明治38年）1月、海軍大佐に昇進し横須賀鎮守府付兼横須賀工廠艤装委員となった。
1905年4月、「豊橋」艦長に着任し、馬公要港部参謀長、「秋津洲」「春日」「相模」「鹿島」の各艦長、舞鶴海兵団長、横須賀鎮守府参謀長を歴任。1911年（明治44年）12月、海軍少将に進級し舞鶴水雷団長となった。
1913年（大正2年）3月、舞鶴水雷隊司令官となり、呉水雷隊司令官、呉鎮守府艦隊司令官、第3艦隊司令官、軍令部出仕、第1水雷戦隊司令官を経て、1915年（大正4年）12月、海軍中将に進み第2水雷戦隊司令官に着任。1916年（大正5年）4月、大湊要港部司令官となり、将官会議議員を経て、1919年（大正8年）6月に待命、翌年3月、予備役に編入された。
1920年（大正9年）12月、父の死去により男爵を襲爵。1922年（大正11年）3月から死去するまで貴族院議員を務め、公正会に所属して活動した。1925年（大正14年）3月20日病没。東京都の多磨霊園に葬られる。

## 栄典・授章・授賞
位階
- 1891年（明治24年）1月29日 - 正八位[2]
- 1892年（明治25年）3月23日 - 正七位[3]
- 1897年（明治30年）5月31日 - 従六位[4]
- 1900年（明治33年）12月5日 - 正六位[5]
- 1905年（明治38年）2月14日 - 従五位[6]
- 1910年（明治43年）3月22日 - 正五位[7]
- 1915年（大正4年）4月20日 - 従四位[8]
- 1920年（大正9年）3月20日 - 正四位[9]

勲章等
- 1895年（明治28年）11月18日 - 勲六等単光旭日章[10]・明治二十七八年従軍記章[11]
- 1901年（明治34年）5月31日 - 勲五等瑞宝章[12]
- 1902年（明治35年）5月10日 - 明治三十三年従軍記章[13]
- 1904年（明治37年）11月29日 - 勲四等瑞宝章 [14]
- 1906年（明治39年）4月1日 - 功三級金鵄勲章・勲三等旭日中綬章・明治三十七八年従軍記章[15]
- 1915年（大正4年）
  - 1月30日 - 勲二等瑞宝章[16]
  - 11月7日 - 旭日重光章・大正三四年従軍記章[17]
- 1920年（大正9年）11月1日 - 勲一等瑞宝章[18]